# 超花火プロレス
超花火プロレス（ちょうはなびプロレス）は、日本のプロレス団体。運営はダイコーZERO1。

## 歴史

### 大花火シリーズ
2012年
- 8月26日、横浜文化体育館で「横浜大花火」を開催。メインイベントは大仁田厚対曙による「ノーロープ有刺鉄線バリケードマットダブルヘルメガトン電流爆破デスマッチ」が行われ、曙の勝利[1]。その後、『大花火シリーズ』として全国各地で電流爆破を行う。

### 2014年
- 12月16日、翌年1月の大阪大会より『超花火シリーズ』に改称し、新設されるベルト「爆破王」の初代王座決定戦の開催と新団体設立構想を発表[2]。エグゼクティブ・プロデューサー（EP）に元FMWの工藤めぐみが就任[3]。

### 2015年
- 1月23日、超花火プロレスに改称後初の大会「なにわ超花火」を大阪府立体育会館第2競技場で開催し、髙山善廣が大仁田厚を破り初代爆破王となる[4]。
- 2月15日、宇都宮市のオリオンスクエアにて、幅広い年代に楽しめる「ファミリープロレス」と「プロレス地方創生」をコンセプトに、爆破規模を縮小したシリーズ「超花火プロレス〜地方創生シリーズ〜」を開催[5]。
- 6月25日、超戦闘プロレスFMWとの業務提携を発表[6]。

### 2020年
- 2月14日、超花火プロレスをプロレス団体化することを発表し、プロレスリングZERO1の田中将斗が兼任所属[7]。また、昨年12月に大仁田厚が「電流爆破」を『商標登録』したことで、ZERO1ならび超花火での使用ができなくなったことから、今後は新たにプラズマを爆破して行う『超プラズマ爆破デスマッチ』となる[8]。
- 2月24日、カルッツかわさきで旗揚げ戦を開催[9]。また、アジャコングが入団オファーを受諾し、OZアカデミー女子プロレスと兼任所属[9]。
- 7月11日、母体であるZERO1の新体制発表にともない、アジャコングが代表取締役に就任[10]。また、断絶状態であった大仁田がTwitterを通じて「いつでもオファー待ってるぜ」と呼びかけたが、アジャは断固拒絶を宣言した[11]。

### 2023年
- 6月20日、アジャ・コングが記者会見で再始動を発表。また各タイトルを一度リセットすると発表。[12]
- 7月22日、「第23回　ZERO1真夏の祭典・火祭り2023＆超花火プロレス　大阪大会」(エディオンアリーナ大阪第2競技場)を開催。アジャコングが松本浩代を下し新・爆女王になる。[13]

## タイトル
- 爆破王
- 爆破王タッグ
- 爆女王

## 所属選手
- アジャコング（OZアカデミー女子プロレス兼任所属）（代表取締役兼任）
- 田中将斗（プロレスリングZERO1兼任所属）
- NATSUMI

## スタッフ

### レフェリー
- 神尊仁（フリー）

### エクスプロージョン・プリンセス
- 工藤めぐみ（フリー）